# Gasthaus zum Hirschen (Solln)

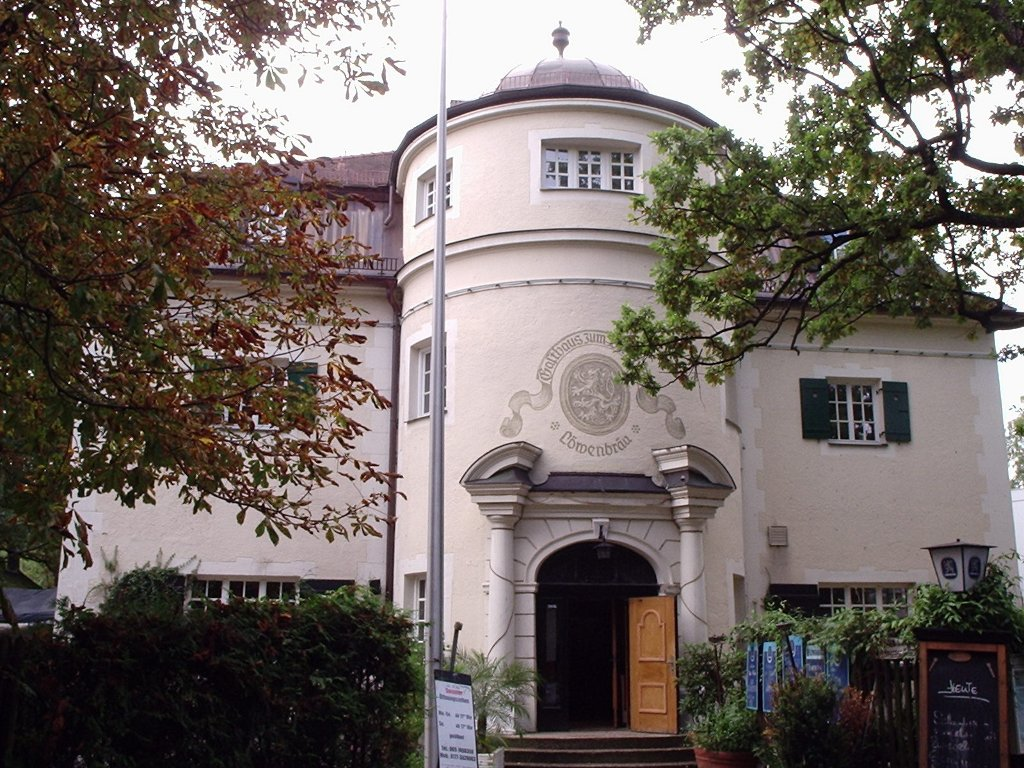
Gasthaus zum Hirschen, Westfassade

Das Gasthaus zum Hirschen ist ein denkmalgeschütztes Bauwerk im Münchner Stadtteil Solln. Das Gebäude befindet sich in der Villenkolonie Solln an der Sollner Straße 43 neben dem S-Bahnhof Solln. In unmittelbarer Nähe befinden sich die ehemalige Hubertusapotheke, eine Villa mit Ladenpavillon und die ehemalige Post. Zusammen bildeten sie eine Art Zentrum zur Anfangszeit der Villenkolonie.

## Geschichte

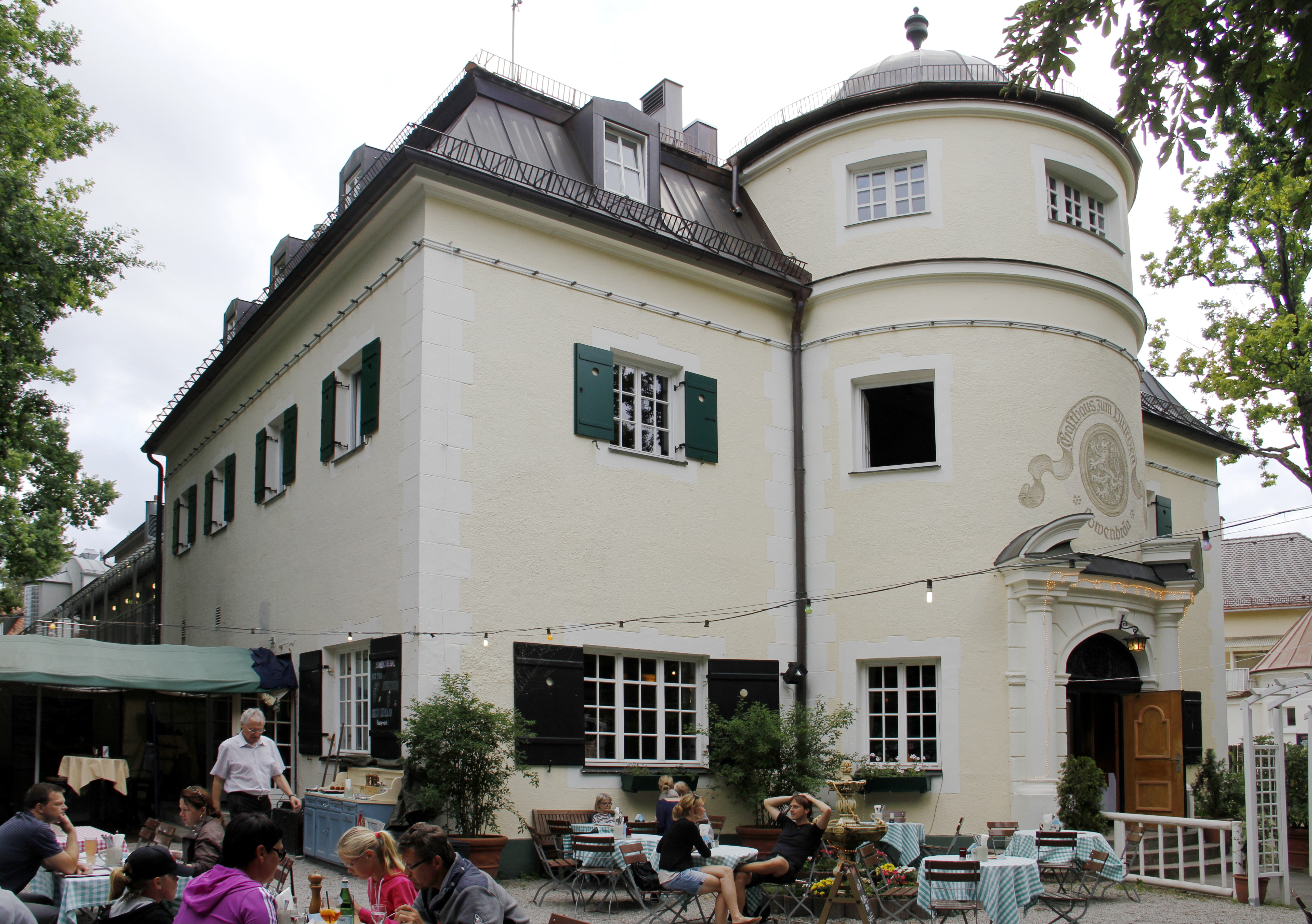
Südwestecke

Das Gasthaus mit Biergarten ist eines der frühen Bauwerke der Villenkolonie. Es wurde 1901 von Gustav Schellenberger (1872–1930), einem Neffen Jakob Heilmanns, erbaut. In der Folgezeit erfüllte das Anwesen eine Funktion als Bahnhofswirtschaft, beliebtes Ausflugsziel, Künstlertreff und gesellschaftlicher Mittelpunkt für die Bewohner der Villenkolonie.
In einem früher existierenden rückseitig angefügten Tanzsaal befand sich seit 1949 ein Kino, das ab 1964 unter dem Namen Filmkunststudio Solln als Programmkino mit künstlerischem Anspruch bekannt war. Der Anbau wurde 1995 wegen Baufälligkeit durch einen Neubau ersetzt. Darin befindet sich heute das Kino Solln, eines der wenigen noch existierenden Vorstadtkinos in München, jedoch kein Programmkino wie sein Vorgänger.

## Bauwerk
Das Gasthaus ist ein repräsentativer, villenartiger Bau mit neobarocken und ländlichen Zügen. Es besitzt ein Mansarddach und einen vorgesetzten Gebäudeteil in Form eines Rundpavillons, in dem sich der Eingang befindet. Den Eingang ziert ein Portal mit gesprengtem Giebel.